# Gara Iacobeni (județul Sibiu)
Gara Iacobeni a fost o stație de cale ferată de pe linia Agnita, în comuna Iacobeni, județul Sibiu, România. Gara a fost deschisă în 1910 și închisă în 2001.